# Lozanne
Lozanne település Franciaországban, Rhône megyében. Lakosainak száma 3182 fő (2022. január 1.). Lozanne Saint-Jean-des-Vignes, Belmont-d'Azergues, Châtillon, Chazay-d'Azergues, Civrieux-d'Azergues, Dommartin, Fleurieux-sur-l'Arbresle és Lentilly községekkel határos.

## Népesség
A település népességének változása:
| Lakosok száma | 2611 | 2630 | 2680 | 2626 | 2737 | 2729 | 2880 | 3031 | 3182 |
|               | 2013 | 2015 | 2016 | 2017 | 2018 | 2019 | 2020 | 2021 | 2022 |